# Отчёт Ханта
Отчёт Ханта (англ. Hunt Report) или Отчёт Консультативного комитета при полиции Северной Ирландии (англ. Report of the Advisory Committee on Police in Northern Ireland) — документ, подготовленный бароном Хантом в 1969 году после начала конфликта в Северной Ирландии.
20 августа 1969 года Хант получил распоряжение:

организовать проверку набора, организации, структуры и состава Королевской полиции Ольстера и Специальной полиции Ольстера и их соответствующих функций, после чего выработать рекомендации о необходимости проведения изменений для поддержания закона и порядка в Северной Ирландии.
Оригинальный текст (англ.)examine the recruitment, organisation, structure and composition of the Royal Ulster Constabulary and the Ulster Special Constabulary and their respective functions and to recommend as necessary what changes are required to provide for the efficient enforcement of law and order in Northern Ireland.

В комитет также вошёл будущий начальник Лондонской полиции Роберт Марк.
По итогам отчёта Хант выработал 47 рекомендаций и пять предложений, среди которых было реформирование Королевской полиции Ольстера, роспуск Специальной полиции Ольстера и образование Ольстерского оборонного полка. В частности, в Королевскую полицию Ольстера решили включить британские полицейские звания, а также создать единое полицейское руководство, представляющее все части североирландского общества.
Публикация отчёта вызвала массовое недовольство среди сторонников британского юнионизма (лоялистов), которые организовали очередную волну беспорядков в Белфасте.